# Asakura (Fukuoka)
Asakura (朝倉市 Asakura-shi?) es una ciudad localizada en Fukuoka, Japón.
A partir de 2006, la ciudad tiene una población de 60.689 y una densidad de 245,97 personas por km². La superficie total es de 246,73 km².
La ciudad fue creada el 20 de marzo de 2006 cuando el Distrito de Asakura, absorbió la antigua ciudad de Amagi, y la ciudad de Haki, del distrito de Asakura para formar la ciudad de Asakura.

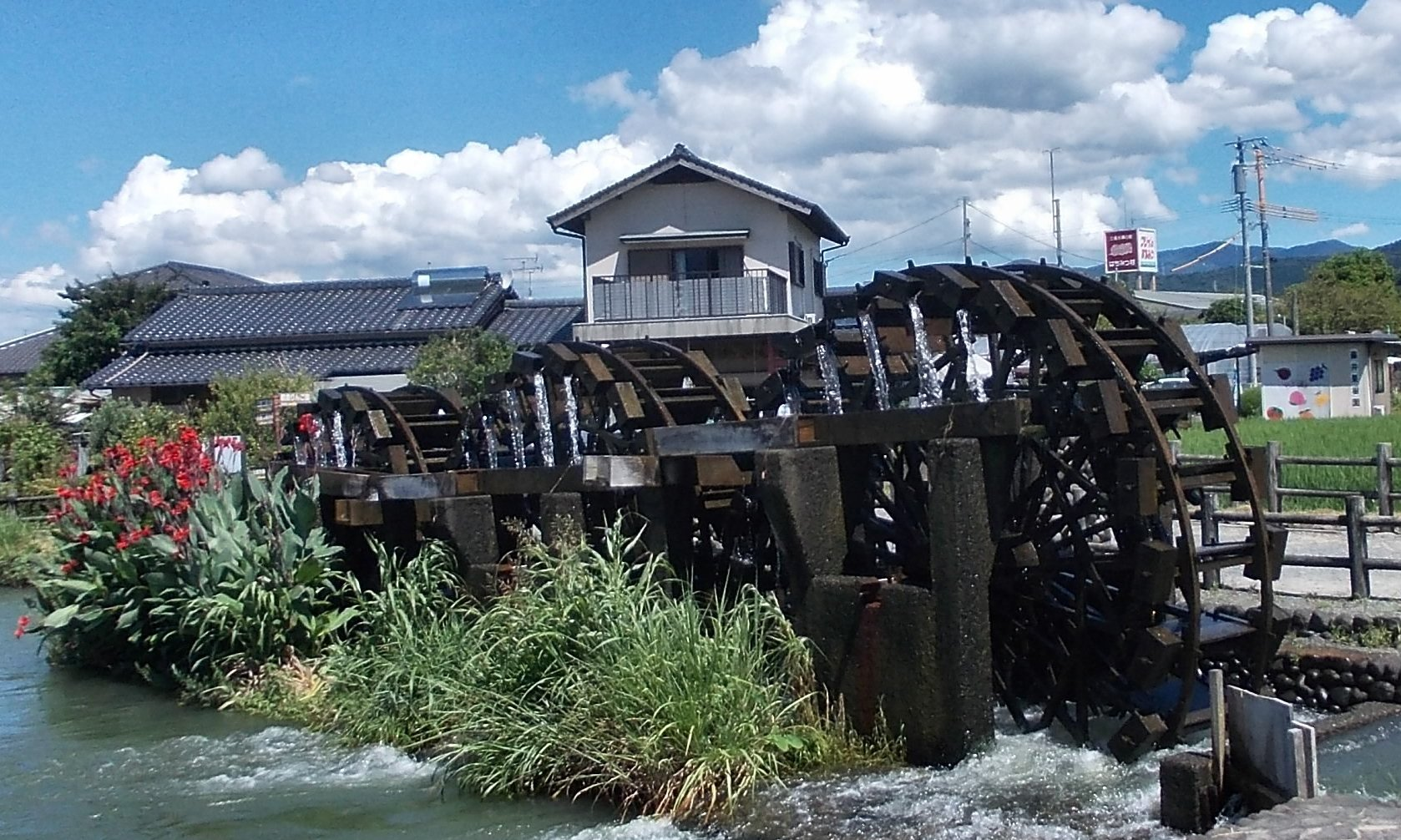
Triple molino (Asakura, Prefectura de Fukuoka).

Para julio de 2017, la ciudad es azotada por fuertes lluvia dejando varios desaparecidos y muertos.